# Pedro Cortina Mauri
Pere Cortina Mauri (Pobla de Segur, 18 de març de 1908 - Madrid, 14 de febrer de 1993) va ser un polític, diplomàtic i empresari català. Era fill de Pere Cortina Roca i Josefina Mauri Arnalot.

## Biografia
Es doctorà en Dret a la Universitat de Madrid i es va diplomar a l'Acadèmia de Dret Internacional de l'Haia. Va ingressar a la carrera diplomàtica el novembre de 1933.

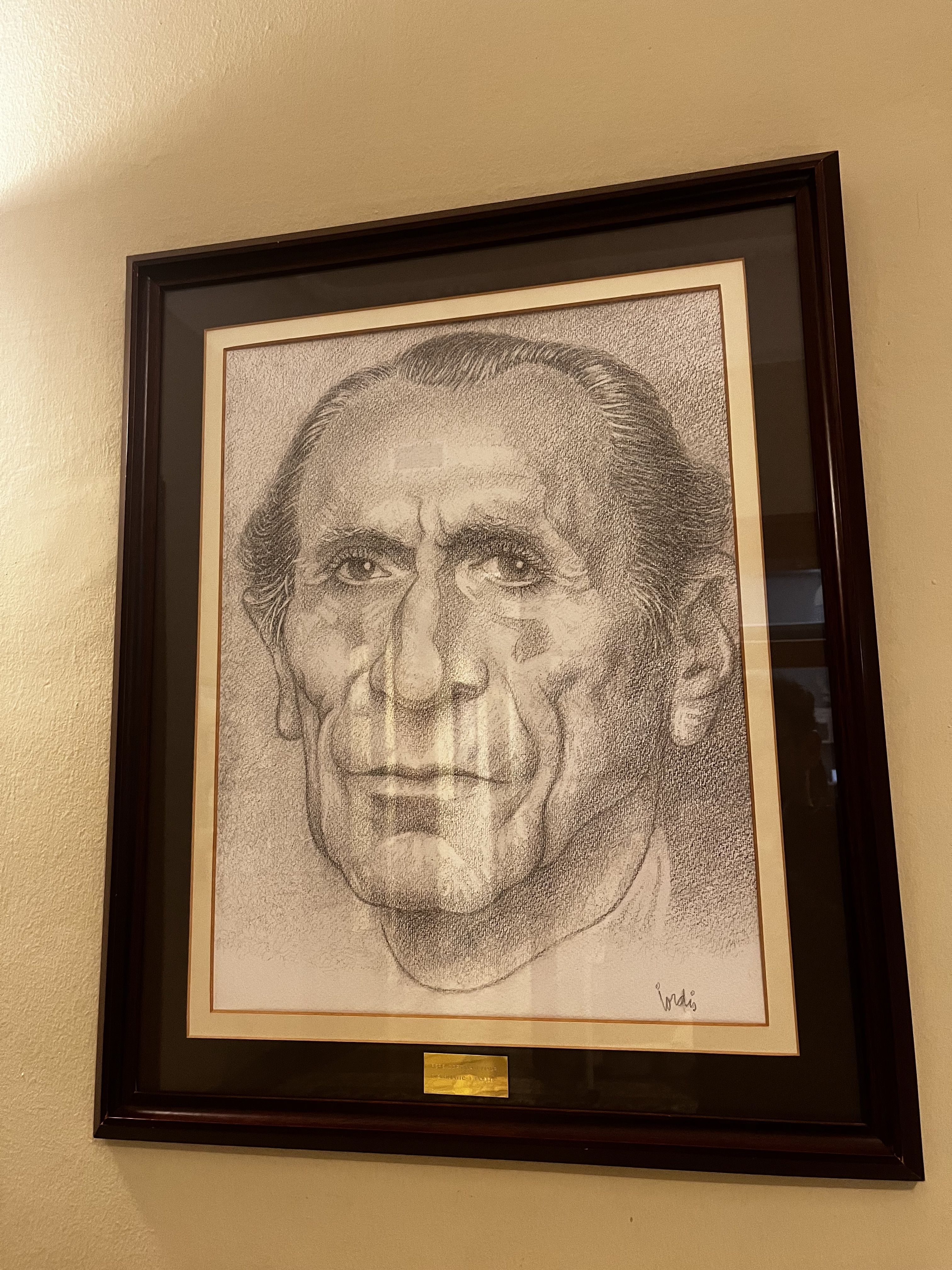
Retrat de Pedro Cortina Mauri a l'Ajuntament de la Pobla de Segur

Ha estat catedràtic de Dret Internacional Públic i Privat, professor de l'Escola Diplomàtica i membre de l'Institut Francisco Vitòria. Com a empresari en els anys 1950 va fundar la fàbrica San Miguel, Fábricas de Cerveza y Malta, de la que n'era vicepresident i conseller delegat.
Del 1958 al 1966 fou sotssecretari de Ministeri d'Afers Exteriors d'Espanya en l'etapa en què fou ministre Fernando María Castiella. Deixà el càrrec perquè fou nomenat ambaixador d'Espanya a París, càrrec que va ocupar fins al 1974. Després fou Ministre d'Afers exteriors als dos governs de Carlos Arias Navarro, del 3 de gener de 1974 fins al 12 de desembre de 1975, quan fou substituït per José María de Areilza. Fou l'últim ministre d'Exteriors de Franco i el primer de la Monarquia.
Durant el seu mandat al capdavant de la diplomàcia espanyola va haver de fer front al greu problema de la descolonització del Sàhara Occidental, i a la Marxa verda organitzada per Hassan II de Marroc. El 14 d'agost de 1974 fou un dels impulsors del contracte entre Sonatrach (companyia estatal algeriana d'hidrocarburs) i l'espanyola Enagas. Va defensar la conveniència de celebrar un referèndum d'autodeterminació al Sàhara i es mostrà partidari la independència del Sàhara dirigida pel Front Polisario, aliat d'Algèria.

## Família
Estava casat amb María Luisa de Alcocer Moreno, filla d'Alberto Alcocer y Ribacoba. Ha estat el pare dels coneguts empresaris Alfonso i Alberto Cortina Alcocer (un dels famosos "Albertos", casat durant vint anys amb Alicia Koplowitz).

## Distincions
Entre d'altres distincions va rebre les Grans Creus de Carles III, d'Isabel la Catòlica, al Mèrit Civil, Mèrit Militar i San Raimundo de Peñafort. Estava així mateix en possessió de la Gran Creu de la Legió d'Honor francesa.